# یواس‌اس چیپوا (۱۸۱۴)
یواس‌اس چیپوا (۱۸۱۴) (به انگلیسی: USS Chippewa (1814)) یک کشتی بود. این کشتی در سال ۱۸۱۴ ساخته شد.